# Xã Shafter, Quận Fayette, Illinois
Xã Shafter (tiếng Anh: Shafter Township) là một xã thuộc quận Fayette, tiểu bang Illinois, Hoa Kỳ. Năm 2010, dân số của xã này là 485 người.